# Cañasgordas (ort)
Cañasgordas är en ort i Colombia.   Den ligger i departementet Antioquía, i den nordvästra delen av landet, 300 km nordväst om huvudstaden Bogotá. Cañasgordas ligger 1 291 meter över havet och antalet invånare är 6 026.
Terrängen runt Cañasgordas är bergig österut, men västerut är den kuperad. Cañasgordas ligger nere i en dal. Runt Cañasgordas är det ganska tätbefolkat, med 52 invånare per kvadratkilometer. Närmaste större samhälle är Frontino, 12,1 km väster om Cañasgordas. I omgivningarna runt Cañasgordas växer i huvudsak städsegrön lövskog.